# Cerveja Metzger
A Cerveja Metzger foi uma fábrica de cerveja italiana em atividade do ano 1848 a 1975.

## História
Em 1848 na cidade de Turim foi fundada por Carlo Metzger (de origem  de Alsácia) a Sociedade Perla Crova & Co. A pequena fábrica teve a sua primeira edificação no bairro de Valdocco na zona chamada fortino.
Em 1859 a cervejaria mudou sua razão social para Sociedade Perla Crova & Co.-Luigi Vigni e em 1862 foi transferida para uma nova sede na Rua San Donato, 68.
Em 1878 Carlo Metzger se torna o unico proprietario. Em 1888, depois de um domínio intenso das fábricas alemãs, o filho Francesco Giuseppe passou a administrar a cervejaria.
Ao passar do tempo a qualidade da cerveja aumentava cada vez mais e na Exposição da Indústria Italiana em 1898 em Turim foi reconhecida com a medalha de ouro.
Em 1903 se transformou em Sociedade Cerveja Metzger-Turim de Carlo Dorna & Co.
Na década de 30 foi proclamado a proibição de importar cerveja estrangeira por culpa do regime político, a produção da cerveja aumentou drasticamente conseguindo conquistar além do mercado interno o mercado colonial da Africa Oriental.
Em 1952 em Milão nasce a Holding Mobiliaria Industrial Cisalpina proprietária da SPAM, a mesma assume o controle da Cerveja Metzger e da Cerveja Cervisia de Génova.
Em 1970 a marca Cerveja Metzger desapareceu do mercado tendo o seu giro de vendas absorvidos pela Cervejaria Dreher de Trieste ja famosa no mercado italiano.
Em 1975 foram fechadas as portas da fábrica.
Em 2008 uma Sociedade de Turim retomou a antiga marca da Cerveja Metzger, não sendo mais registrado, para o engarrafamento e distribuição de cervejas produzidas na República Tcheca.